# 千佛碑
千佛碑位於四川省溫江專區新都縣桂林鄉正因寺內，文物遺址年代判定為梁。1956年8月16日公佈為四川省第一批歷史及革命文物保護單位。碑身盡刻小佛，為大同六年刻造。1980年7月7日重新公布四川省的第一批文物保護單位時被列為調整後合併的原文物保護單位，移寶光寺內保存。